# 뉴포트 (아일오브와이트주)

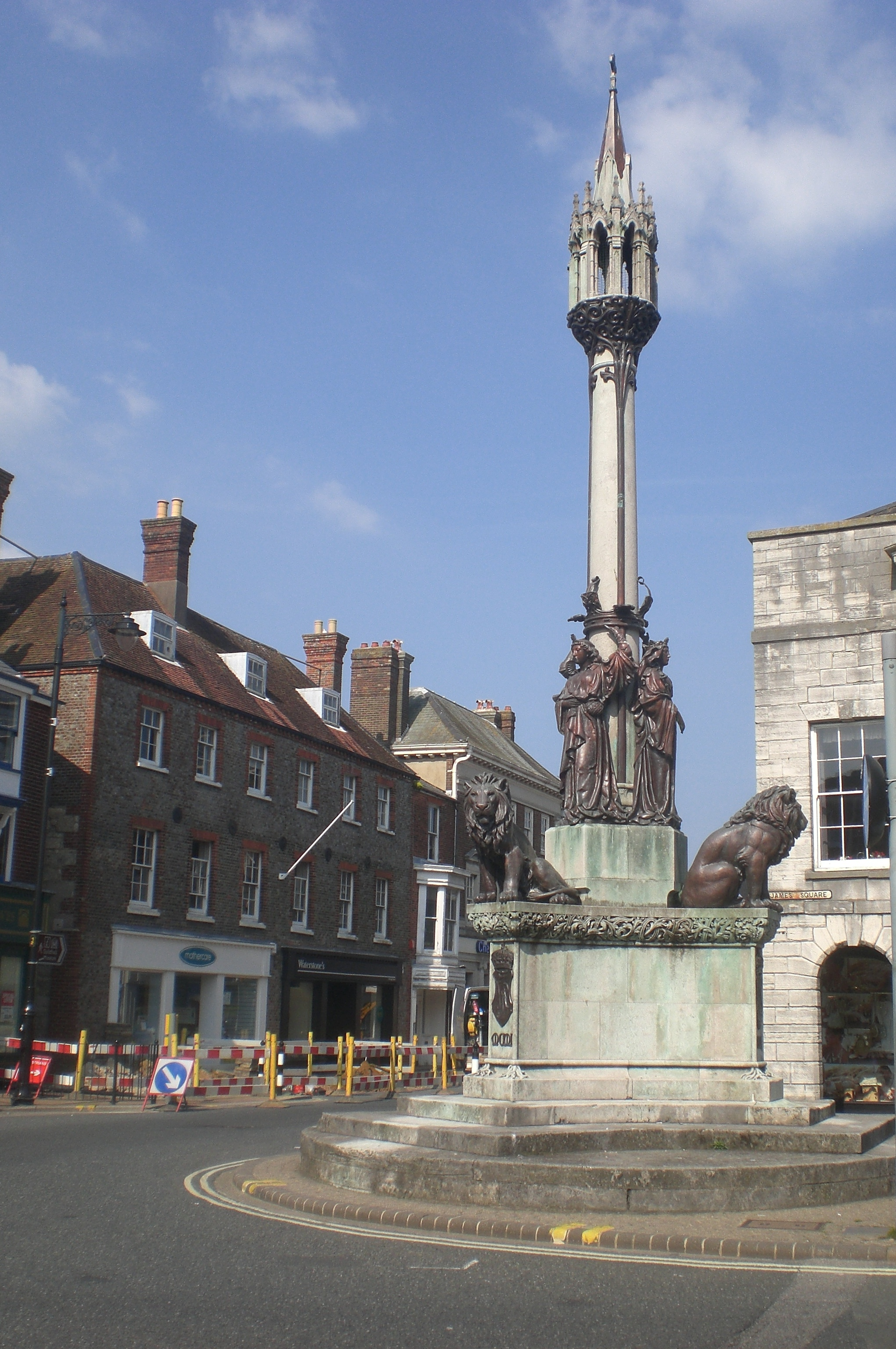
뉴포트

뉴포트(Newport)는 잉글랜드 아일오브와이트주의 주도로, 인구는 23,957명이다.